# More Pricks Than Kicks

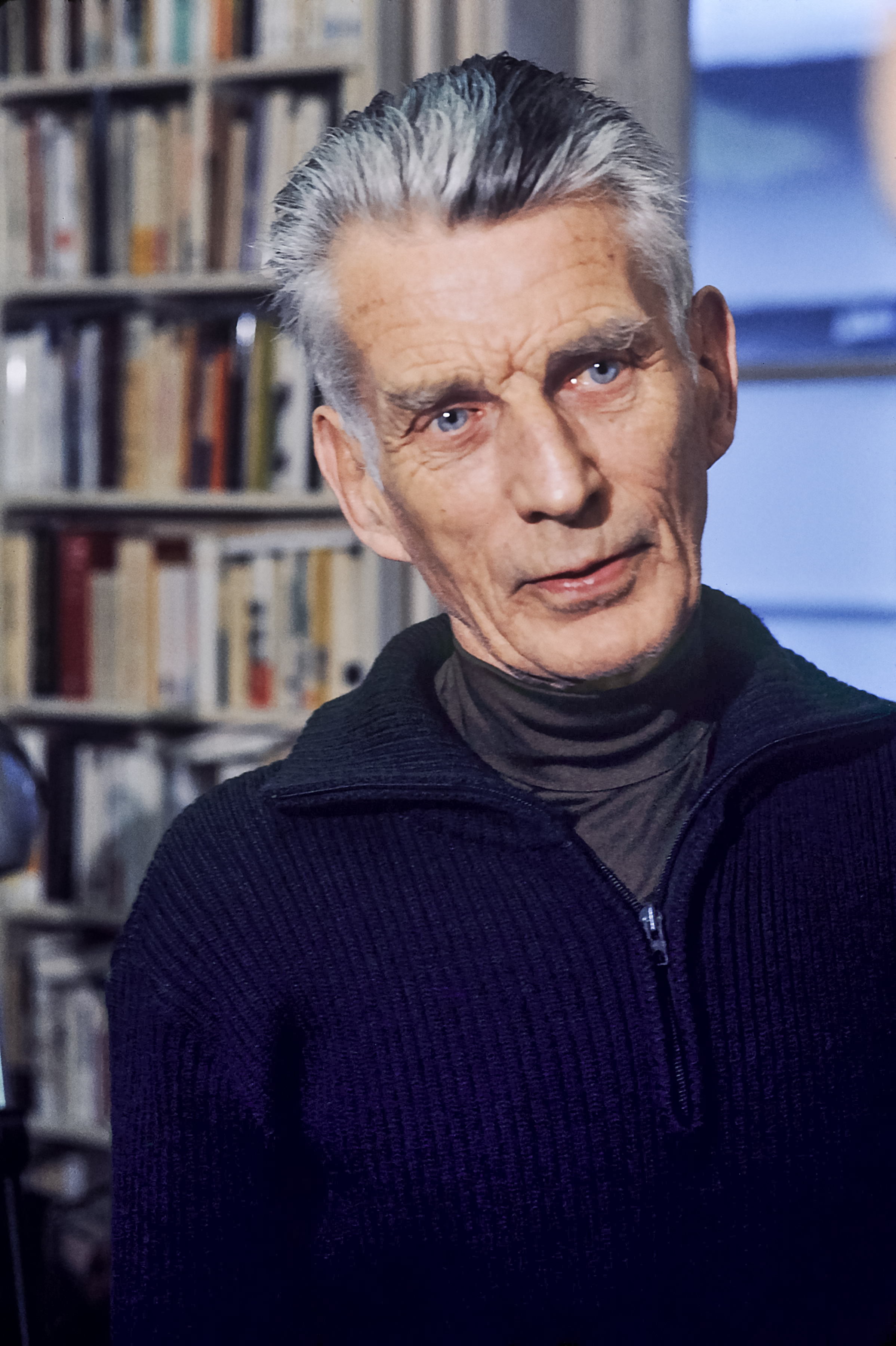
Samuel Beckett

Samuel Beckett elbeszéléskötete (magyarul: Több fricska mint rúgás), mely első alkalommal 1934. május 24-én jelent meg a londoni Chatto and Windus kiadónál. A kötetben szereplő 10 elbeszélés közül néhány a korábban íródott (azonban hosszú ideig kiadatlanul maradt) Meglehetősen jó nőkről álmodom (Dream of Fair to Middling Women) című regényen alapul, annak részlete. A kötetben található elbeszélések címei angolul: Dante and the Lobster; Fingal; Ding-dong; A Wet Night; Love and Lethe; Walking Out; What a Misfortune; The Smeraldina's Billet Doux; Yellow; Draff.
Az elbeszélések fő alakja Belacqua Shuah, az ő napjait követhetjük nyomon tanuló korától véletlen haláláig. A szerző Belacqua figuráját Dante Isteni színjátékából kölcsönözte, ahol a lustaságáról híres lantkészítő mester tétlenül hever a mennyország elérésének bármiféle reménye nélkül. A Dante, homár (Dante and the Lobster) című kötetnyitó történetben Belacqua egy olasz nyelvtanóra közbeékelésével vásárolni indul, hogy megvegye ebédjét: homárját és egy sajtszeletet, "egy darab jó rohadt, büdös, zöld Gorgonzolát". Az étel elkészítése közben Belacqua megdöbben a felfedezéstől, hogy a homárt elevenen főzik meg, de nagynénikéje csak nevet, előveszi jobbik kötényét és munkához lát. "Hát legalább könnyű halál, Isten segedelmével" – gondolja Belacqua, majd a narrátor ezzel szemben szigorúan konstatálja: "Nem az".
A kötet második, Fingal című elbeszélésében Belacqua és barátnője, Winnie, a Dublintól északra fekvő fingali dombokra (a farkasok dombjára) látogat egy sétára. A dombokról meglátják a portrane-i elmegyógyintézet épületeit (az elbeszélésben Portrane Lunatic Asylum, mai nevén St. Ita's Psychiatric Hospital) és úgy határoznak, hogy közelebbről is megnézik. Útközben egy, a fűben eldöntött, biciklire bukkannak, majd az elmegyógyintézet mellett összetalálkoznak Dr. Sholtoval, aki korábbról ismeri "Winifred Coates kisasszonyt", vagyis Winnie-t. E találkozást követően Belacqua hirtelen úgy dönt, hogy búcsút vesz Winnie-től és Dr. Sholtótól, majd eltűnik. Winnie Dr. Sholtóval, majd egy öregemberrel beszélget, utóbbi a közeli Martello toronyról és Dane Swiftről, illetve mottéjáról (földhalomvár) mesél. A beszélgetés közben megkezdődik Belacqua keresése, aki "nem tudott ellenállni" a biciklinek, visszament érte, felpattant rá és őrült módjára elhajtott.
A Smeraldina szerelmeslevele (The Smeraldina’s Billet Doux) a német anyanyelvű Smeraldina Rima tört angolsággal írt levele Belacquához. Smeraldina és a kötet más szereplői a való életből vett figurákon alapulnak, Beckett ismerőseire hasonlítanak: a Smeraldina Peggy Sinclair, a Caleken Frica Mary Manning Howe, az Alba Ethna MacCarthy, a Syra Cusa pedig Lucia Joyce, James Joyce lánya.
Charles Prentice, a Chatto and Windus kiadó szerkesztőjének javaslatára Beckett egy elbeszéléssel még megtoldotta a kötet kéziratát, de ez az elbeszélés, melynek címe Ekhó csontjai (Echo’s Bones), végül nem került be a kötetbe. Az elbeszélés csak 80 évvel később, 2014-ben jelent meg – önálló kötetben – a Faber and Faber és a Grove Press kiadásában Mark Nixon szerkesztésében. Magyarul Mihálycsa Erika fordításában jelent meg először a Kalligram folyóiratban, majd két évvel később az Európa Könyvkiadónál önálló kötetben.
Első kiadását követően a kötet többször megjelent, számos nyelvre, így franciára, németre és olaszra is lefordították. Magyarul mindössze az elbeszéléskötet első darabja, a Dante, homár olvasható az Előre vaknyugatnak című, 1989-ben megjelent elbeszéléskötetben.